# Vattenbroms
Vattenbroms (Heptatoma pellucens) är en tvåvingeart som först beskrevs av Fabricius 1777.
Vattenbroms ingår i släktet Heptatoma och familjen bromsar.
Arten är reproducerande i Sverige.